# Kosmaczek mylący
Kosmaczek mylący, jastrzębiec mylący (Pilosella fallax (Willd.) Arv.-Touv.) – gatunek rośliny należący do rodziny astrowatych. Utrwalony mieszaniec kosmaczka żmijowcowatego i kosmaczka wierzchotkowego. Zasięg obejmuje znaczną część Europy od Francji na wschód po Ural i Kaukaz. W Polsce prawdopodobnie wymarły.

## Morfologia
PokrójRoślina pokryta trzema rodzajami włosków: prostymi, gwiazdkowatymi i gruczołowatymi.
LiściePokryte włoskami gwiazdkowatymi oraz prostymi, przy czym włoski gwiazdkowate są liczniejsze.
KwiatyŻółte.
OwoceNiełupki z 10 żebrami. Puch kielichowy jednorzędowy z włoskami o równej długości.

## Biologia i ekologia
Bylina, hemikryptofit. 

## Zagrożenia i ochrona
Gatunek umieszczony na Czerwonej liście roślin i grzybów Polski w kategorii zagrożenia Ex (wymarły).